# Sadki (rejon krzemieniecki)
Sadki (ukr. Садки) – wieś na Ukrainie w rejonie krzemienieckim należącym do obwodu tarnopolskiego.
W okresie międzywojennym w miejscowości stacjonowała strażnica KOP „Sadki”.